# "Heroes"
"Heroes" este un album a lui David Bowie, lansat în 1977. Al doilea material din așa numita 'Trilogie a Berlinului', în colaborare cu Brian Eno, "Heroes" este cel mai potrivit asociat cu temenul „Berlin” întrucât a fost înregistrat în totalitate acolo. Piesa de titlu este una dintre cele mai cunoscute ale lui Bowie prezentând povestea clasică a doi îndrăgostiți care se întâlnesc la Zidul Berlinului. Albumul este considerat de critici ca fiind unul dintre cele mai bune ale lui Bowie, în mare parte și datorită contribuțiilor pe album ale chitaristului Robert Fripp care și-a înregistrat tot materialul dedicat albumului într-o singură zi. John Lennon a declarat că în timpul realizării albumului Double Fantasy în 1980, ambiția sa era aceea de a „face ceva la fel de reușit ca și "Heroes"”. "Heroes" a fost numit albumul anului de către revista muzicală NME. 

## Tracklist
1. „Beauty and the Beast” (3:32)
2. „Joe the Lion” (3:05)
3. „Heroes” (Bowie, Brian Eno) (6:07)
4. „Sons of the Silent Age” (3:15)
5. „Blackout” (3:50)
6. „V-2 Schneider” (3:10)
7. „Sense of Doubt” (3:57)
8. „Moss Garden” (Bowie, Eno) (5:03)
9. „Neukoln” (Bowie, Eno) (4:34)
10. „The Secret Life of Arabia” (Bowie, Eno, Carlos Alomar) (3:46)

- Toate versurile au fost scrise de David Bowie; întreaga muzică a fost scrisă de David Bowie cu excepția cântecelor notate.

## Single-uri
- „Heroes” (1977)
- „Beauty and the Beast” (1978)

1. ↑   https://rateyourmusic.com/release/album/david-bowie/heroes-1/ Lipsește sau este vid: |title= (ajutor)